# RMS Caronia (1948)
El RMS Caronia fue un transatlántico británico construido por los astilleros navales de John Brown & Company (Escocia) para la naviera Cunard White Star Line. Era conocido popularmente como «The Green Goddess», debido a que su librea se parecía a la de los tranvías de Liverpool, también conocidos con ese nombre.
Fue botado el 30 de octubre de 1947 y sirvió durante 26 años, primero para la compañía que lo encargó hasta 1949, cuando esta se disolvió y pasó a la flota de la Cunard Line, operando con dicha empresa hasta 1967. Posteriormente, fue adquirido por la Universal Cruise Line, que lo rebautizó como SS Caribia, y para quienes operó entre 1968 y 1969. A partir de ese año, el buque permaneció amarrado en el puerto de Nueva York sin realizar ningún servicio. 
En 1974, el Caribia fue vendido como chatarra a una empresa desguazadora de Taiwán, y en agosto de ese año, mientras era remolcado a Asia para su desguace, fue azotado por una tormenta, durante la cual, en las aproximaciones a Port Apra (Guam), colisionó con arrecifes próximos a los rompeolas y se hundió tras soltarse de los cabos de los remolcadores.

## Historia
Después de la II Guerra Mundial, la Cunard White Star Line (creada en 1934 a partir de la fusión de Cunard Line y White Star Line) contaba con 3 transatlánticos disponibles en la ruta entre Southampton y Nueva York, estos navíos eran el RMS Queen Mary, su barco gemelo, el Queen Elizabeth, y un barco más pequeño y lento, el RMS Mauretania.
La compañía planeó la construcción de un nuevo buque, de dimensiones y velocidad similares a las del Mauretania, para incorporarlo en la travesía del Atlántico. Sin embargo, en el último momento, el equipo directivo de la Cunard White Star decidió que el navío sería diseñado para el servicio de cruceros. Iniciada su construcción a principios de 1946, fue botado el 30 de octubre del año siguiente, y bautizado como Caronia por la entonces princesa Isabel del Reino Unido (futura reina Isabel II). 
Como barco de cruceros, el Caronia fue equipado con características interiores similares al resto de buques de la flota de Cunard White Star, como una piscina exterior o que todos sus camarotes incluyeran un cuarto de baño privado. Sin embargo, a diferencia de los cruceros actuales, su alojamiento seguía dividido en dos clases: primera clase y clase turista; aunque en las travesías, los 351 camarotes de clase turista no eran utilizados.
Para distinguirlo de los buques de la flota que operaban en el Atlántico Norte, la Cunard White Star decidió darle un esquema de colores diferente: en vez de la apariencia habitual, el Caronia fue pintado en diferentes tonos de verde, haciéndolo muy atractivo y fácilmente reconocible. Otra característica notable era su chimenea, una de las más grandes jamás instaladas a bordo de un barco. Al igual que le ocurría al SS United States (construido en 1952), la chimenea fácilmente capturaba el viento, haciendo que el navío presentara complicaciones en su manejo.

### Edad dorada

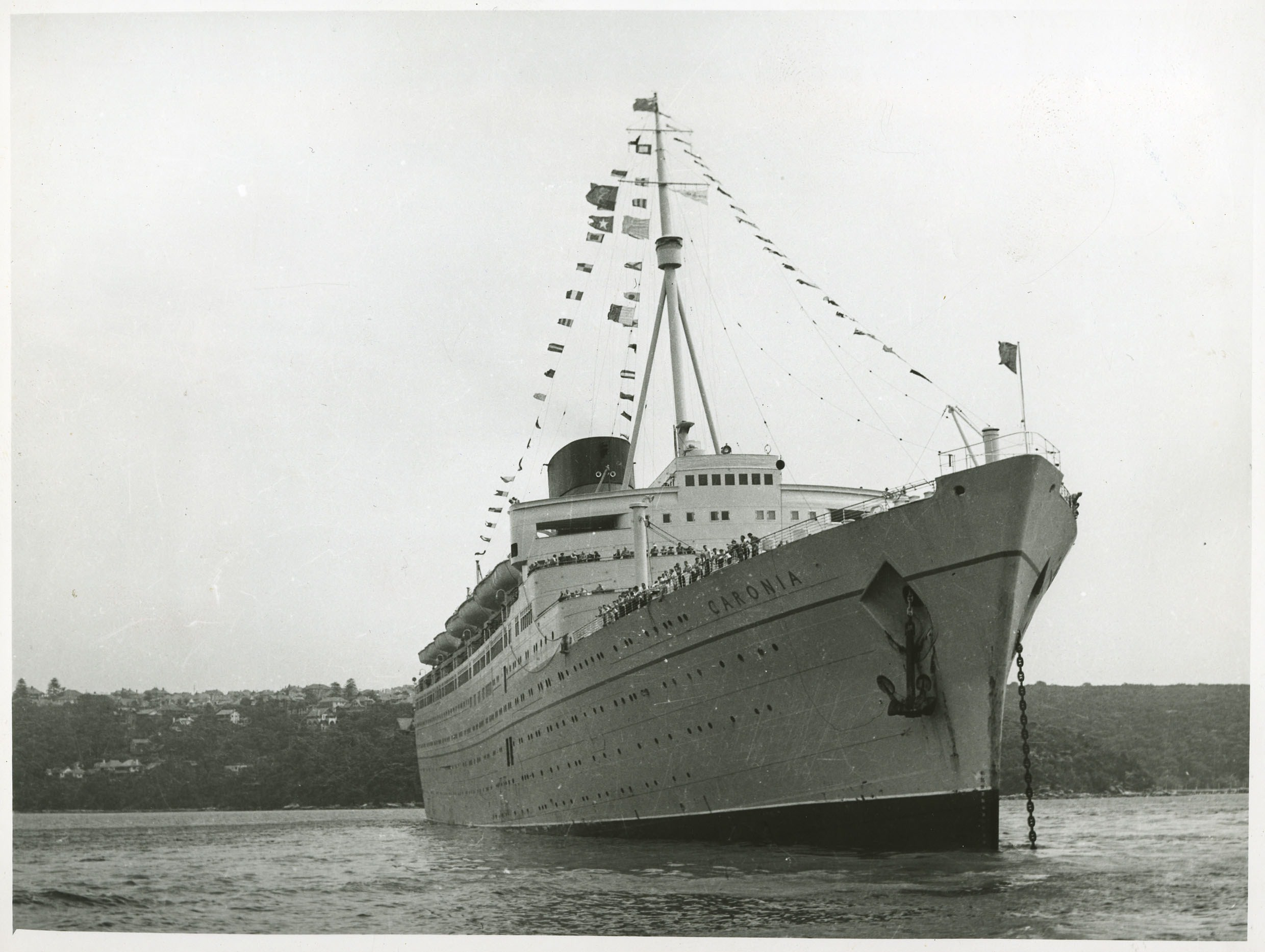
El Caronia arribando al puerto de Sídney (Australia), en febrero de 1951.

El Caronia hizo su viaje inaugural el 4 de enero de 1949, realizando la ruta del Atlántico entre Southampton y Nueva York. Tras este viaje, realizó otras dos travesías transoceánicas antes de incorporarse al servicio de cruceros para el que había sido diseñado, cubriendo la ruta entre Nueva York y el Caribe.
En diciembre de 1949, la Cunard White Star fue disuelta y el Caronia fue transferido inmediatamente a la Cunard Line, después de que esta última adquiriera las acciones de la White Star Line.
Durante sus primeros años, solamente fue utilizado para cruceros durante el invierno, mientras que el resto del año era empleado en la travesía del Atlántico. En 1951, hizo su primera travesía alrededor del mundo, y a partir de 1952, únicamente realizaba viajes transoceánicos en los meses de agosto y septiembre, dedicándose el resto del año al servicio de cruceros.
En mayo de 1953, el Caronia había iniciado uno de sus cruceros más famosos, realizado en honor de la coronación de la reina Isabel II, que tuvo lugar el 2 de junio de ese año.
En noviembre de 1956, mientras se sometía a remodelaciones, se instaló a bordo un sistema de aire acondicionado.
En 1958, durante su crucero anual alrededor del mundo, el Caronia sufrió el incidente más grave de su carrera. Mientras salía del puerto de Yokohama a muy baja velocidad para prevenir la colisión con otros buques, fue empujado por los fuertes vientos contra los rompeolas, causando daños importantes en la estructura de un faro. 
Aunque su proa resultó seriamente dañada, la Armada de EE. UU. permitió a Cunard utilizar su dique seco de Yokosuka para efectuar las reparaciones. Durante ese mismo año, el Caronia tuvo que cancelar el itinerario programado para su crucero de otoño en el Mediterráneo debido a la tensión política en Oriente Medio.

### Decadencia

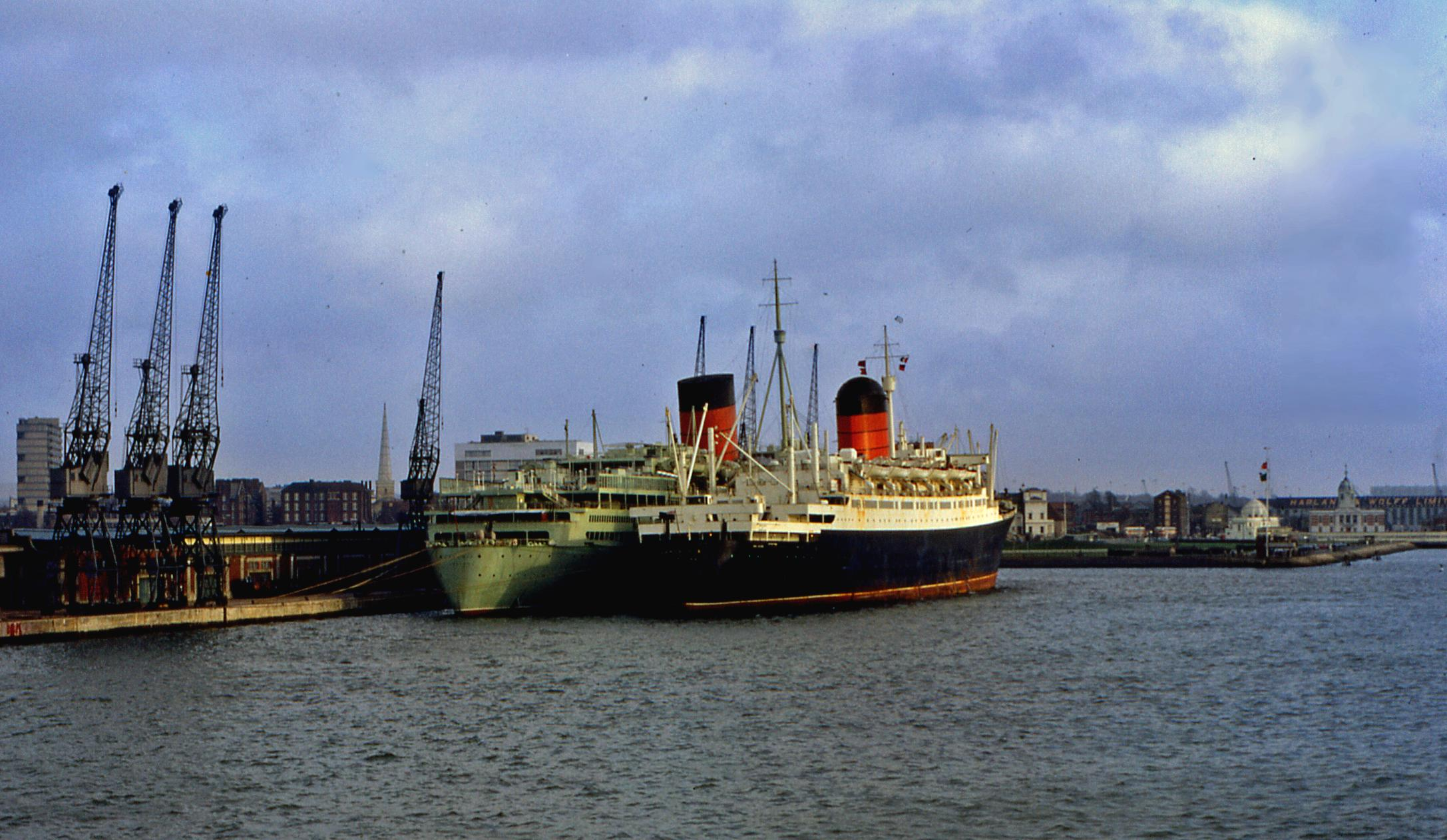
El Caronia (izq.) fotografiado junto al (der.) en el puerto de Southampton, en 1967.

En 1959, el Caronia realizó por última vez travesías en el Atlántico de forma regular. No obstante, la alta competencia del avión a reacción hacía que sus travesías entre Europa y América consistieran en escalas para repostar.
La decadencia del comercio transoceánico también causó que varios de los buques de la Cunard fueran modificados para su uso como cruceros. En 1962, el Mauretania fue reacondicionado como crucero, y se aplicó en su casco un esquema de color verde similar al del Caronia. A partir de ese momento, este esquema fue adoptado como el diseño oficial de los cruceros de Cunard, que también lo aplicó para el RMS Franconia y el RMS Carmania en 1963.
A mediados de la década de 1960, las navieras rivales comenzaron a encargar nuevos barcos que estaban mejor equipados que el Caronia, por lo que, en noviembre de 1965, Cunard decidió reacondicionarlo, añadiendo nuevas suites y una mejorada cubierta Lido, así como reformas en los interiores para actualizarlos. No obstante, el aumento de la competencia hizo que, a finales de 1967, Cunard retirara definitivamente al buque del servicio, junto con el Queen Mary y el Mauretania, para encargar la construcción del RMS Queen Elizabeth 2.

### Últimos años
A comienzos de 1968, Cunard vendió el Caronia a la compañía estadounidense Universal Cruise Line y fue enviado a Grecia para someterlo a una necesitada reconstrucción.
Para los trabajos de remodelación, en lugar de hacer un pedido de piezas nuevas a los constructores originales, los directivos de Universal Cruise Line encargaron piezas similares a una empresa griega. Tras las remodelaciones, el barco recibió un nuevo esquema de colores para su casco, esta vez completamente blanco, y fue rebautizado como SS Caribia. En febrero de 1969, el Caribia realizó su primer crucero para la Universal Cruise Line, navegando entre Nueva York y Cartagena de Indias. Sin embargo, en este viaje se observó que su sistema de residuos no funcionaba bien, y los desperfectos se hicieron más notorias en su segundo viaje, que resultó en una explosión en la sala de máquinas. 

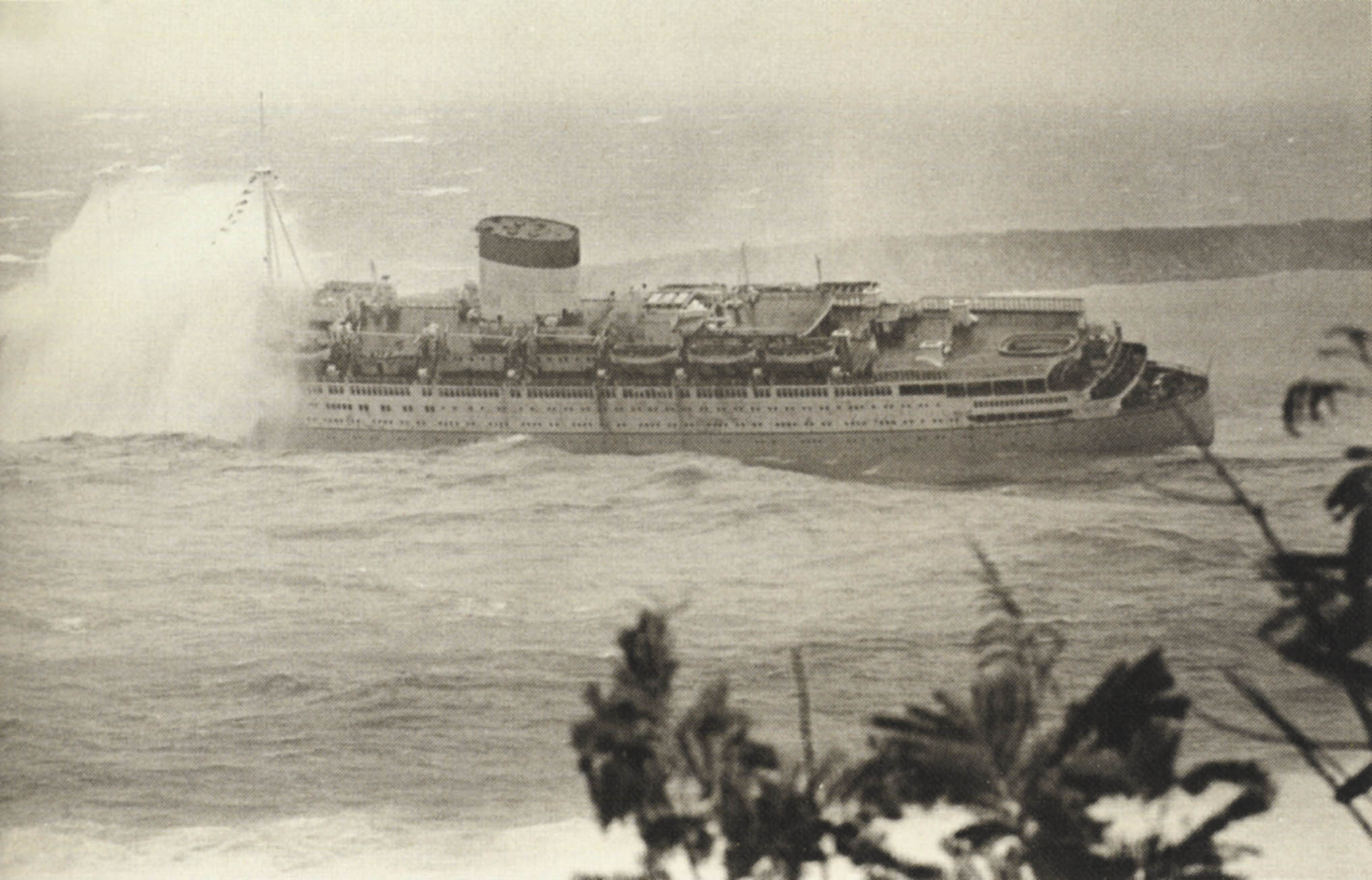
Fotografía del Caribia siniestrado, poco antes de hundirse en las proximidades de Port Apra, en agosto de 1974.

A pesar de los graves daños de la explosión, el Caribia regresó por su propia cuenta a Estados Unidos, siendo retirado del servicio comercial y, posteriormente, anclado en el puerto de Nueva York. Tras este viaje, el Caribia nunca volvió a realizar un viaje comercial.
Durante los siguientes cinco años, hubo varios intentos fallidos para reformar y reactivar el barco, pero permaneció en Cartagena de Indias hasta 1974, año en el que fue vendido para su desguace. El encargado de remolcar el buque a Taiwán fue el remolcador alemán Hamburg. En Honolulú, Hawái, el barco corrió el peligro de punto de zozobrar, aunque pudo continuar su viaje. 
El 12 de agosto, en las cercanías de Port Apra, Guam, una fuerte tormenta ocasionó problemas en el Hamburg, por lo que su tripulación no tuvo más remedio que cortar los amarres del Caribia y dejarlo a la deriva. Tras soltarse de su remolcador, el transatlántico chocó con un arrecife rocoso del rompeolas y, tras partirse en tres secciones, se hundió en las proximidades, poniendo fin a la carrera de casi 26 años de uno de los primeros grandes navíos construidos tras la Segunda Guerra Mundial, así como de uno de los más progresistas en cuanto a diseño de su tiempo.